# Bottoms (film)
Pour les articles homonymes, voir Bottoms.
Pour plus de détails, voir Fiche technique et Distribution.
Bottoms est une comédie américaine réalisée par Emma Seligman et sortie en 2023.
Co-écrit par Seligman et Rachel Sennott et produit par Elizabeth Banks, le film suit deux lycéennes lesbiennes qui décident de créer un club de self-defense afin de se rapprocher des cheerleaders du lycée.
Avant sa sortie, le film est diffusé en avant-première au festival South by Southwest en mars 2023, où il rencontre un accueil chaleureux pour son scénario, les performances des acteurs et son humour. Il sort ensuite au cinéma aux États-Unis et au Canada durant l'été de la même année, puis sur le service Prime Video à l'international.

## Synopsis
PJ et Josie sont deux meilleures amies lesbiennes qui n'ont encore jamais eu de relations sexuelles. Josie craque sur Isabel, une cheerleader populaire, alors que PJ en pince pour la meilleure amie d'Isabel, Brittany.
Lors d'un événement scolaire, elles surprennent Isabel en pleine dispute avec son petit ami, Jeff. Alors qu'elle aident Isabel à sortir de cette dispute, elles rentrent en voiture dans Jeff, qui se dit blessé par cette altercation.
Alors que des rumeurs sur les filles commencent à se répandre au lycée, elle décident de créer un club de self-defense au nom de l'empowerment féminin, mais qu'elles utilisent en réalité pour essayer de coucher avec Isabel et Brittany.

## Fiche technique
Sauf indication contraire, les informations mentionnées dans cette section peuvent être confirmées par les bases de données cinématographiques IMDb et Allociné,  présentes dans la section « Liens externes ».
- Titre original : Bottoms
- Réalisation : Emma Seligman
- Scénario : Emma Seligman et Rachel Sennott
- Musique : Charli XCX et Leo Birenberg
- Direction artistique : Michelle Jones
- Décors : Nate Jones
- Costumes : Eunice Jera Lee
- Photographie : Maria Rusche
- Montage : Hanna Park
- Production : Elizabeth Banks, Max Handelman et Alison Small
- Production déléguée : B. Ted Deiker, Emma Seligman et Rachel Sennott
- Sociétés de production : Orion Pictures et Brownstone Productions
- Société de distribution : Metro-Goldwyn-Mayer (États-Unis et Canada) ; Amazon Studios (International)
- Budget : 11,3 millions de $[1]
- Pays de production :  États-Unis
- Langues originales : Anglais
- Format : couleur - 2.39:1 - son Dolby Atmos
- Genre : comédie
- Durée : 88 minutes
- Dates de sortie :
  - États-Unis : 11 mars 2023 (South by Southwest) ; 25 août 2023 (sortie limitée) ; 1er septembre 2023 (sortie nationale)
  - Canada et Québec : 1er septembre 2023
  - reste du monde : 20 novembre 2023 (sur Prime Video)
- Classification :
  - États-Unis : interdit aux moins de 17 ans (R – Restricted)
  - Québec : 13 ans et plus

## Distribution
- Rachel Sennott (VF : Lutèce Ragueneau) : PJ
- Ayo Edebiri (VF : Justine Berger) : Josie
- Ruby Cruz (VF : Ninon Moreau) : Hazel Callahan
- Havana Rose Liu (VF : Geneviève Doang) : Isabel
- Kaia Gerber (VF : Flora Kaprielian) : Brittany
- Nicholas Galitzine (VF : Arnaud Laurent) : Jeff
- Miles Fowler (VF : Grégory Lerigab) : Tim
- Dagmara Domińczyk (VF : Mathilde Mir) : Mme Callahan
- Marshawn Lynch (VF : Sourou Ouadodji) : Mr. G
- Punkie Johnson (en) (VF : Virginie Emane) : Rhodes
- Zamani Wilder (VF : Adeline Clément) : Annie
- Summer Joy Campbell (VF : Ophélie Bernard) : Sylvie
- Virginia Tucker : Stella-Rebecca
- Wayne Péré (en) (VF : Guillaume Bourboulon) : le principal Meyers

 Source et légende : version française (VF) sur RS Doublage

## Production

### Développement
En avril 2021, il est annoncé que Emma Seligman et Rachel Sennott travaillent sur le scénario du film avec Orion Pictures et Brownstone Productions à la production. Il s'agit de la troisième collaboration entre Seligman et Sennott après le court-métrage Shiva Baby et son adaptation en long-métrage. Seligman décrit le film comme une comédie lycéenne camp et Queer dans la veine de Wet Hot American Summer mais à destination de la génération Z.

### Distribution des rôles
Lors de l'annonce du projet en 2021, il est confirmé qu'en plus de co-écrire le scénario, Rachel Sennott jouerait dans le film. En avril 2022, Ayo Edebiri, Marshawn Lynch, Ruby Cruz, Havana Rose Liu, Kaia Gerber, Nicholas Galitzine, Miles Fowler, Dagmara Domińczyk et Punkie Johnson rejoignent la distribution.

### Tournage
Le tournage du film s'est déroulé à la Nouvelle-Orléans entre le mois d'avril et mai 2022.

## Accueil

### Critique
Aux États-Unis, le film reçoit un accueil majoritairement positif de la part des critiques. Sur le site agrégateur de critiques Rotten Tomatoes, il obtient un score de 95 % de critiques positives, avec une note moyenne de 7,90/10 sur la base de 123 critiques positives et 7 négatives, lui permettant d'obtenir le label « Frais », le certificat de qualité du site.
Le consensus critique établi par le site résume que le film est « propulsif et exagéré, il devient instantanément un classique de la comédie lycéenne car il est à la fois actuel et nostalgique ». Parmi les critiques positives, de nombreuses encensent le scénario, l'humour ainsi que les performances des acteurs, notamment celles de Rachel Sennott et Ayo Edebiri. Sur un autre site agrégateur de critiques, Metacritic, le film obtient un score positif de 77/100 sur la base de 35 critiques collectées.

### Public
Le film fait d'abord l'objet d'une sortie limitée dans une dizaine de salles mais rencontre un succès imprévu par le biais du bouche à oreille. Lors de la première semaine d'exploitation, les projections réalisées dans ces dix salles génèrent plus de 500 000 dollars de revenus cumulés, soit le plus haut revenu par salle depuis le multi-oscarisé Everything Everywhere All at Once sorti l'année précédente.
Le film est ensuite présenté dans 700 salles et dépasse les 12 millions de dollars de recette.